# Katrina and the Waves
A Katrina and the Waves egy 1981-től 1999-ig működött brit-amerikai rock/új hullámos együttes volt. A zenekar az 1985-ös Walking on Sunshine és az 1997-es Love Shine a Light című dalok által lett ismert, utóbbival az 1997-es Eurovíziós Dalfesztivált is megnyerték. A tagok az Egyesült Királyságból, illetve az Egyesült Államokból származnak. Lemezkiadóik: Attic Records, EMI, Capitol Records, SBK Records, Warner Bros. Records.

## Története
Elődjüknek az 1975-től 1977-ig tevékenykedett "The Waves" együttes számított, amely magában foglalta a zenekar későbbi tagjait, Kimberley Rew gitárost és Alex Cooper dobost. A zenekar Cambridge-ből irányította tevékenységeit. Egy albumot sem jelentettek meg, és tiszavirág életűnek számítottak, mindössze két évig voltak fenn. Rew ezután a "Soft Boys" zenekarhoz csatlakozott.
Közelebbi elődjüknek az angliai Feltwell-ből származó Mama's Cookin' nevű popszámokat feldolgozó együttes számít, amely 1978-ban alakult meg. Itt szerepelt Katrina Leskanich énekesnő, Vince de la Cruz énekes-gitáros. Alex Cooper ide "vándorolt" át, a basszista szerepet pedig Bob Jakins töltötte be. Csak amerikai zenei társulatok/előadók számait dolgozták fel, pl.: Heart, Foreigner, ZZ Top.
A Soft Boys 1981-es feloszlása után Kimberley Rew beszállt az együttesbe, Alex Cooper javaslatára. Legelőször egy EP-t dobtak piacra, 1982-ben. Ez idő tájt Bob Jakins basszusgitáros elhagyta a zenekart. De La Cruz vette át a basszusgitáros szerepét is, és "Katrina and the Waves"re változott a név.
Pályafutásuk alatt tíz stúdióalbumot, és hat válogatáslemezt adtak ki. 1999-ben feloszlottak, a tagok pedig szólókarrierbe kezdtek. A 2010-es években néha-néha újból aktivizálta magát a zenekar, 2010-ben felújított változatban piacra került a "Walking on Sunshine" című dal, illetve egy-két lemez. 2011-ben beperelték Michele Bachmann elnökjelöltet, mert engedély nélkül használta a fent említett számot. 2013-ban Spanyolországban tartottak még egy koncertet a San Fermín fesztiválon.

## Tagjai
- Katrina Leskanich – ének, ritmusgitár
- Kimberley Rew – gitár
- Vince de la Cruz – basszusgitár
- Alex Cooper – dobok

## Diszkográfia

### Stúdióalbumok
| 1982                                                        | Shock Horror! (The Waves néven) - Megjelent: 1982 - Kiadó: Aftermath  | —  | —  | —  | —  | —  | —  | —  | —  | —  | —  | —   | —              |
| 1983                                                        | Walking on Sunshine - Megjelent: 1983. december 1. - Kiadó: Attic     | —  | —  | —  | —  | —  | —  | —  | —  | —  | —  | —   | —              |
| 1984                                                        | Katrina and the Waves 2 - Megjelent: 1984 - Kiadó: Attic              | —  | —  | —  | —  | —  | —  | —  | —  | —  | —  | —   | —              |
| 1985                                                        | Katrina and the Waves - Megjelent: 1985. március 22. - Kiadó: Capitol | 28 | 39 | —  | 18 | —  | 46 | —  | 38 | —  | 6  | 25  | - CAN: Platina |
| 1986                                                        | Waves - Megjelent: 1986 - Kiadó: Capitol                              | 70 | 92 | —  | 35 | 17 | —  | —  | —  | 12 | 3  | 49  | - CAN: Arany   |
| 1989                                                        | Break of Hearts - Megjelent: 1989. július 26. - Kiadó: SBK            | —  | —  | —  | 63 | —  | —  | —  | —  | —  | 6  | 122 | —              |
| 1991                                                        | Pet the Tiger - Megjelent: 1991 - Kiadó: Virgin                       | —  | —  | —  | —  | —  | —  | —  | —  | —  | 48 | —   | —              |
| 1993                                                        | Edge of the Land - Megjelent: 1993 - Kiadó: Polydor                   | —  | —  | —  | —  | —  | —  | —  | —  | —  | —  | —   | —              |
| 1994                                                        | Turnaround - Megjelent: 1994 - Kiadó: Polydor                         | —  | —  | —  | —  | —  | —  | —  | —  | —  | —  | —   | —              |
| 1997                                                        | Walk on Water - Megjelent: 1997. július 18. - Kiadó: Warner Music     | —  | —  | 47 | —  | —  | —  | 38 | —  | —  | —  | —   | —              |
| "—" nem szerepelt listán, vagy nem jelent meg az országban. |                                                                       |    |    |    |    |    |    |    |    |    |    |     |                |

### Válogatásalbumok
- The Best Of (1991)
- Roses (1995)
- Anthology (1995)
- Katrina and the Waves / Waves (1996)
- Walking on Sunshine – The Greatest Hits of Katrina and the Waves (1997)
- The Original Recordings 1983-1984 (2003)

### Kislemezek
| Év                                                          | Cím                                                | Helyezések | Helyezések | Helyezések | Helyezések | Helyezések | Helyezések | Helyezések | Helyezések | Helyezések | Helyezések | Helyezések | Helyezések | Eladási minősítések      | Album                                      |
| Év                                                          | Cím                                                | UK         | AUS        | AUT        | CAN        | FIN        | GER        | IRE        | NLD        | NZL        | NOR        | SWE        | USA        | Eladási minősítések      | Album                                      |
| ----------------------------------------------------------- | -------------------------------------------------- | ---------- | ---------- | ---------- | ---------- | ---------- | ---------- | ---------- | ---------- | ---------- | ---------- | ---------- | ---------- | ------------------------ | ------------------------------------------ |
| 1982                                                        | Nightmare (The Waves néven)                        | —          | —          | —          | —          | —          | —          | —          | —          | —          | —          | —          | —          | —                        | Nem jelent meg albumon                     |
| 1982                                                        | Brown Eyed Son (The Waves néven)                   | —          | —          | —          | —          | —          | —          | —          | —          | —          | —          | —          | —          | —                        | Shock Horror! (The Waves néven)            |
| 1984                                                        | Que Te Quiero                                      | 84         | —          | —          | —          | —          | —          | —          | —          | —          | —          | —          | —          | —                        | Walking on Sunshine                        |
| 1984                                                        | Plastic Man                                        | —          | —          | —          | —          | —          | —          | —          | —          | —          | —          | —          | —          | —                        | Nem jelent meg albumon                     |
| 1985                                                        | Walking on Sunshine                                | 8          | 4          | —          | 3          | 25         | 28         | 2          | —          | 20         | —          | 12         | 9          | - UK: Ezüst - CAN: Arany | Walking on Sunshine                        |
| 1985                                                        | Red Wine and Whiskey                               | —          | —          | —          | —          | —          | 41         | —          | —          | —          | —          | —          | —          | —                        | Katrina and the Waves 2                    |
| 1985                                                        | Do You Want Crying?                                | 96         | 38         | —          | 29         | —          | —          | —          | —          | —          | —          | —          | 37         | —                        | Katrina and the Waves 2                    |
| 1985                                                        | Que Te Quiero [újrakiadás]                         | —          | —          | —          | —          | —          | —          | —          | —          | —          | —          | —          | 71         | —                        | Walking on Sunshine                        |
| 1986                                                        | Is That It?                                        | 82         | 82         | —          | 25         | —          | —          | —          | —          | —          | —          | —          | 70         | —                        | Waves                                      |
| 1986                                                        | Sun Street                                         | 22         | —          | —          | —          | —          | —          | 19         | 46         | —          | —          | —          | —          | —                        | Waves                                      |
| 1986                                                        | Lovely Lindsey                                     | —          | —          | —          | —          | —          | —          | —          | —          | —          | —          | —          | —          | —                        | Waves                                      |
| 1989                                                        | That's the Way                                     | 84         | 58         | —          | 16         | —          | —          | —          | —          | 50         | —          | —          | 16         | —                        | Break of Hearts                            |
| 1989                                                        | Rock 'n Roll Girl                                  | 93         | —          | —          | —          | —          | —          | —          | —          | —          | —          | —          | —          | —                        | Break of Hearts                            |
| 1990                                                        | We Gotta Get Out of This Place (feat. Eric Burdon) | —          | 89         | —          | —          | —          | —          | —          | —          | —          | —          | —          | —          | —                        | Nem jelent meg albumon                     |
| 1991                                                        | Pet the Tiger                                      | —          | —          | —          | —          | —          | —          | —          | —          | —          | —          | —          | —          | —                        | Pet the Tiger                              |
| 1991                                                        | Tears of a Woman                                   | —          | —          | —          | —          | —          | —          | —          | —          | —          | —          | —          | —          | —                        | Pet the Tiger                              |
| 1993                                                        | Edge of the Land                                   | —          | —          | —          | —          | —          | —          | —          | —          | —          | —          | —          | —          | —                        | Edge of the Land                           |
| 1993                                                        | Honey Lamb                                         | —          | —          | —          | —          | —          | 59         | —          | —          | —          | —          | —          | —          | —                        | Edge of the Land                           |
| 1995                                                        | Turn Around                                        | —          | —          | —          | —          | —          | —          | —          | —          | —          | —          | —          | —          | —                        | Turnaround                                 |
| 1995                                                        | Walking Where the Roses Grow                       | —          | —          | —          | —          | —          | —          | —          | —          | —          | —          | —          | —          | —                        | Turnaround                                 |
| 1995                                                        | The Street Where You Live                          | —          | —          | —          | —          | —          | —          | —          | —          | —          | —          | —          | —          | —                        | Turnaround                                 |
| 1996                                                        | Walking on Sunshine [újrakiadás]                   | 53         | —          | —          | —          | —          | —          | —          | —          | —          | —          | —          | —          | —                        | Walking On Sunshine – The Greatest Hits Of |
| 1997                                                        | Love Shine a Light                                 | 3          | —          | 2          | —          | —          | 62         | 5          | 6          | —          | 2          | 5          | —          | —                        | Walk on Water                              |
| 1997                                                        | Brown Eyed Son [újrakiadás]                        | —          | —          | —          | —          | —          | —          | —          | —          | —          | —          | —          | —          | —                        | Nem jelent meg albumon                     |
| 1997                                                        | Walk on Water                                      | —          | —          | —          | —          | —          | —          | —          | 94         | —          | —          | —          | —          | —                        | Walk on Water                              |
| "—" nem szerepelt listán, vagy nem jelent meg az országban. |                                                    |            |            |            |            |            |            |            |            |            |            |            |            |                          |                                            |